# Ozyptila perplexa
Ozyptila perplexa är en spindelart som beskrevs av Simon 1875. Ozyptila perplexa ingår i släktet Ozyptila och familjen krabbspindlar. Inga underarter finns listade i Catalogue of Life.